# هومر إدوين يونغ
هومر إدوين يونغ (بالإنجليزية: Homer Edwin Young)‏ هو قس أمريكي، ولد في 11 أغسطس 1936 في لاوريل في الولايات المتحدة.